# François Pierre Olivier de Rougé
François Pierre Olivier de Rougé, dit le « comte du Plessis-Bellière » et le « marquis du Fay », né le 26 janvier 1756 à La Bellière (Maine-et-Loire) et mort le 29 septembre 1816 à Bouray-sur-Juine (Essonne), est un officier général français du XVIIIe siècle.

## Biographie
Issu de la famille de Rougé, François Pierre Olivier de Rougé est le fils de Pierre François de Rougé, seigneur de la Bellière, dit  le « marquis de Rougé » et de Marie Claude Jeanne Julie de Coëtmen.
Il entreprend une carrière militaire, qu'il débute en 1772 comme sous-lieutenant au régiment de Flandres. En 1777, il est promu capitaine.
En 1780, il est nommé mestre de camp en second au régiment de Flandres, puis en 1788 mestre de camp du régiment de Bresse.
En 1789, il est élu député suppléant de la noblesse de Paris aux États généraux mais n'est pas appelé à siéger.
Il émigre avec sa famille dès le 17 juillet 1789 mais regagne la France au printemps 1790.
Nommé maréchal de camp le 1er mars 1791, il se réfugie en 1792 en Suisse, à Fribourg, avec sa famille. Il sert dans l'Armée des Princes. Son épouse suit la princesse de Condé à Vienne, puis en Ukraine et à Varsovie. Tous regagnent la France après l'amnistie des émigrés, en 1803.
De 1809 à 1816, il est maire de Bouray-sur-Juine, où se trouve le château de Mesnil-Voisin, dont son épouse a hérité.
Le 17 juillet 1816, Louis XVIII le fait lieutenant-général.
Il meurt le 29 septembre 1816 à Bouray-sur-Juine.

### Mariage et descendance
Le 12 avril 1779, il épouse à Paris, Marie Josèphe Vincente de Robert de Lignerac de Caylus (30 janvier 1764 - 20 mars 1837), fille d'Achille Joseph Robert de Lignerac, marquis de Lignerac, 1er duc de Caylus, grand d'Espagne, grand bailli héréditaire d'Auvergne, lieutenant général des armées du Roi et de Marie de Lévis de Châteaumorand, sa première épouse. Tous deux ont quatre enfants :
- Catherine Innocente de Rougé (Paris, 11 septembre 1780 - 26 avril 1847), mariée en 1816 avec le comte César René de Choiseul Praslin (1779-1846) ;
- Adolphe François Joseph de Rougé, père jésuite (Paris, 28 avril 1782 - Rome, 1er janvier 1807) ;
- Augustin Charles Camille de Rougé (Paris, 27 octobre 1783 - 11 février 1865), colonel, officier de la Légion d'honneur, démissionnaire en 1830. Ayant pris part à la guerre de Vendée en 1832, il est emprisonné à La Flèche. Il vit ensuite dans la retraite au château des Rues, dont il a hérité en 1808. Marié en 1808 avec Charlotte de La Porte de Riantz (1790-1852), ils sont les parents de l'égyptologue Emmanuel de Rougé, les grands-parents d'Olivier de Rougé, sénateur du Maine et Loire et les arrière-grands-parents d'Alain de Rougé, député de la Sarthe ;
- Herminie Louise Joséphine Mélanie de Rougé, religieuse (Paris, 3 décembre 1785 - 3 août 1812)[3],[4].

### Distinctions
- Chevalier de l'Ordre royal et militaire de Saint-Louis en 1790.